# Frères Montgolfier
 (octobre 2008).
Si vous disposez d'ouvrages ou d'articles de référence ou si vous connaissez des sites web de qualité traitant du thème abordé ici, merci de compléter l'article en donnant les références utiles à sa vérifiabilité et en les liant à la section « Notes et références ».
Pour les articles homonymes, voir Montgolfier.
Pour les autres membres de la famille, voir Famille Montgolfier.

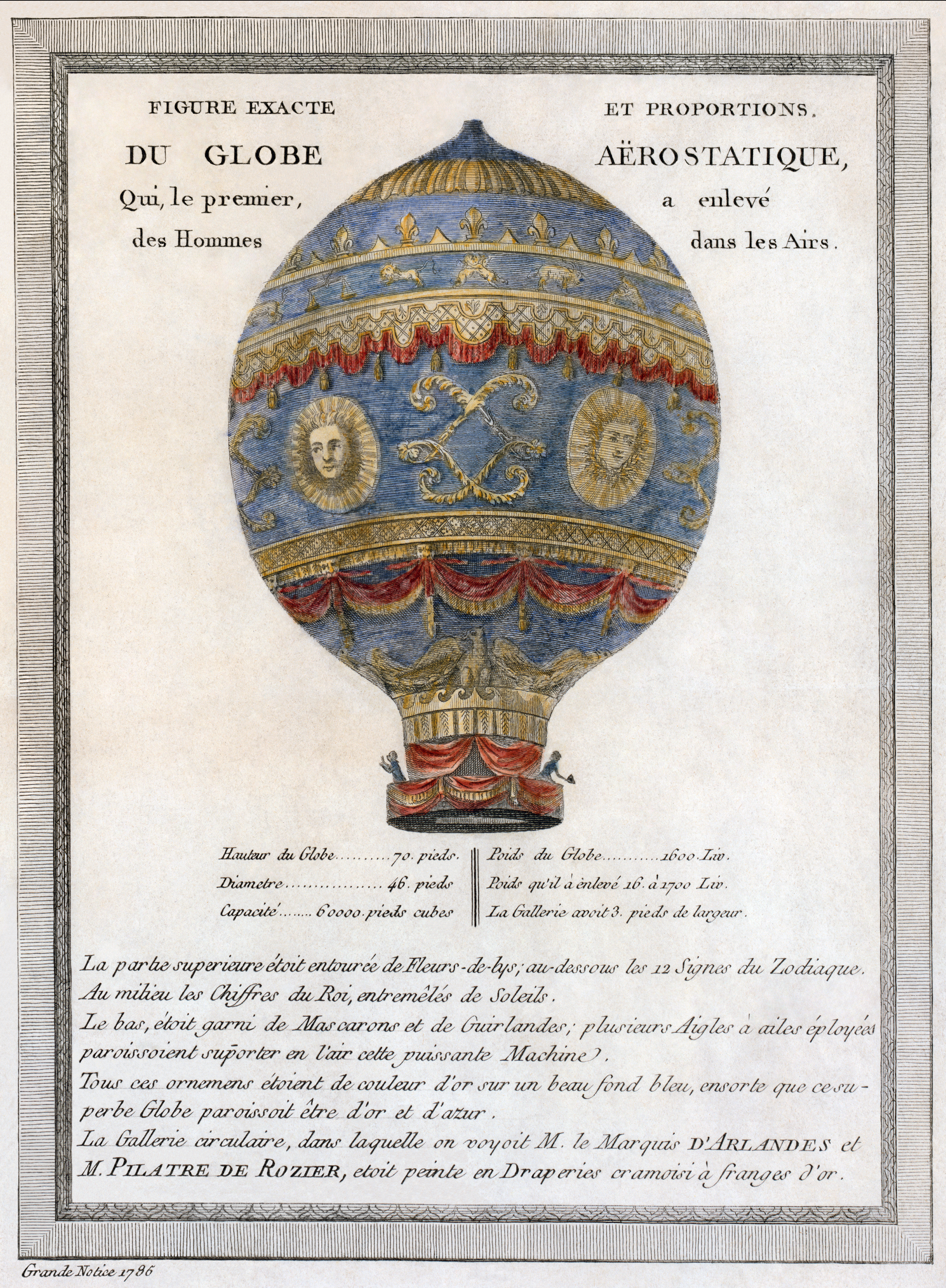
Description de la montgolfière de 1783 des frères Montgolfier : partie supérieure ornée de fleurs de lys avec en dessous les douze signes du zodiaque en couleur d'or sur un fond peint bleu azur, au milieu des chiffres de Louis XVI, les deux L entrelacés, quatre fois répétés et entremêlés de soleils éclatants et le bas garni de mascarons,
de guirlandes et d'aigles à ailes déployées.

Les frères Montgolfier,, Joseph (1740-1810) et Étienne (1745-1799), sont des industriels français, inventeurs de la montgolfière, ballon à air chaud grâce auquel a été réalisé en 1783 le premier vol d'un être humain.

## Biographie

### Jeunesse et enfance des deux frères

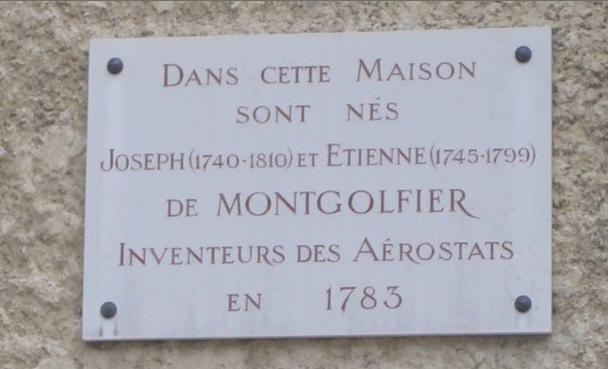
Plaque commémorative apposée sur la maison des frères Montgolfier à Vidalon.

Leur père, Pierre Montgolfier (1700-1793), père de seize enfants, est papetier comme ses ancêtres depuis le XVe siècle. Le moulin familial est installé à Vidalon-lès-Annonay, petit bourg de l'Ardèche de la commune de Davézieux, situé non loin du Rhône à 75 kilomètres au sud de Lyon. La papeterie a une réputation européenne.
Joseph est né à Vidalon-lès-Annonay, le 26 août 1740. C'est le douzième enfant de Pierre. Curieux et inventif, il n'est pourtant pas un très bon élève, ne se faisant pas à la discipline de l'époque. Il s'intéresse néanmoins aux sciences physiques et naturelles. Une fois ses études terminées, ne voulant pas intégrer la papeterie familiale, il monte un laboratoire de chimie, puis fait un séjour à Paris assez bref pour revenir travailler à Vidalon. Son père lui confie, avec sa sœur Mariane et son frère Augustin-Maurice, la nouvelle usine de Vidalon-le-Bas.
Étienne, né le 6 janvier 1745 également à Vidalon-lès-Annonay, est le quinzième. Il réussit mieux à l'école que Joseph et étudie l'architecture à Paris. Il travaille sous la direction de l'architecte Soufflot. Il réalise des bâtiments pour la papeterie de Jean-Baptiste Réveillon.
En 1772, le frère aîné des Montgolfier, Raymond, décède et son père rappelle Joseph au pays pour prendre en charge la papeterie. Finalement, en 1774, Pierre laisse la responsabilité de l'entreprise à Étienne et nomme Joseph responsable technique des ateliers de la papeterie Montgolfier. L'entreprise se développe, surtout par la mise au point, en 1777, par Étienne du premier papier vélin français. Une unité dirigée par Joseph s'ouvre en 1780, à Avignon, où un marché important existe, en raison du très grand nombre d'imprimeries locales : Avignon ne fait pas partie du royaume de France, mais dépend du Pape. De nombreux imprimeurs y travaillent donc pour éviter la censure royale et ne pas payer les droits sur des copies d'ouvrages. Joseph Montgolfier en profite donc pour passer une licence en droit, qu'il obtient en 1782, à 42 ans.
La papeterie compte à cette époque à peu près trois cents ouvriers, ce qui est un effectif important et les affaires qui marchent bien.

### Les premières expériences

Portraits des frères Montgolfier
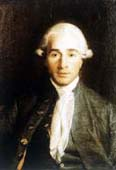
Joseph de Montgolfier.
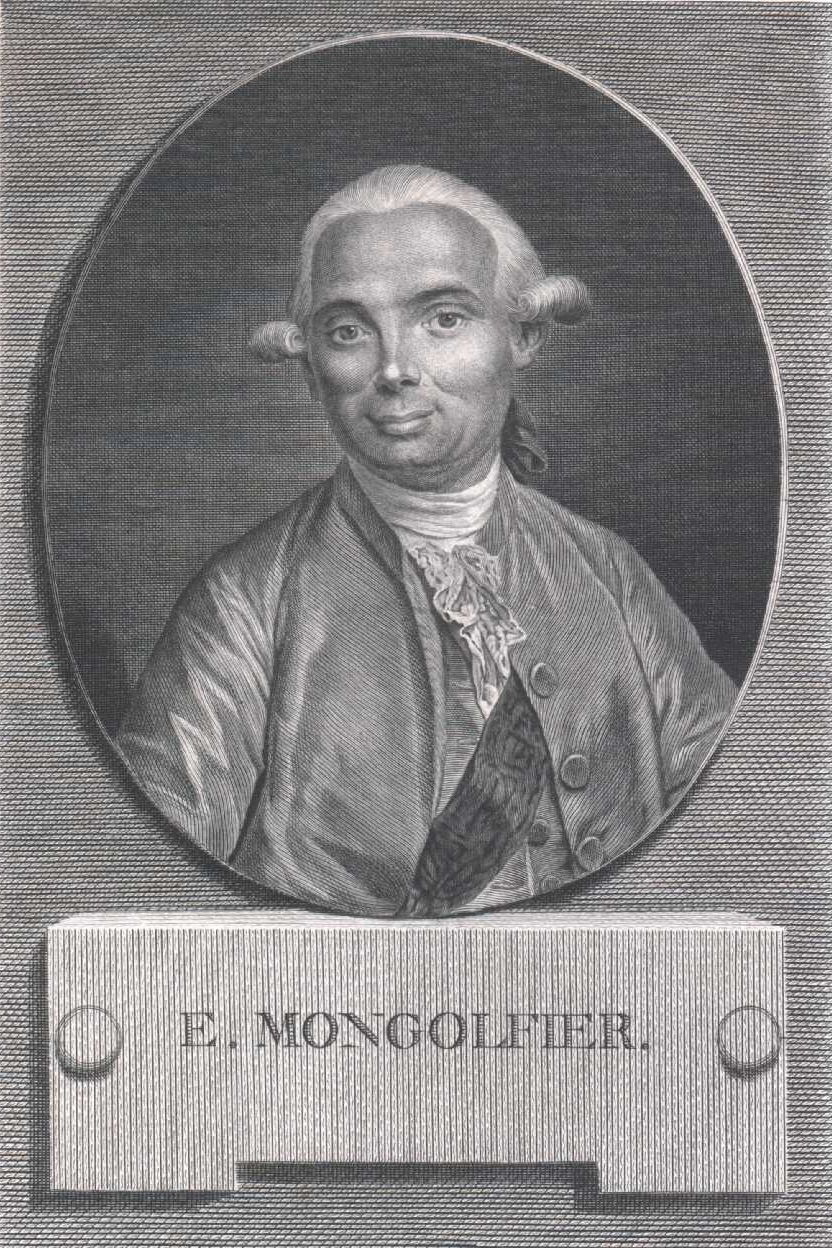
Étienne de Montgolfier.
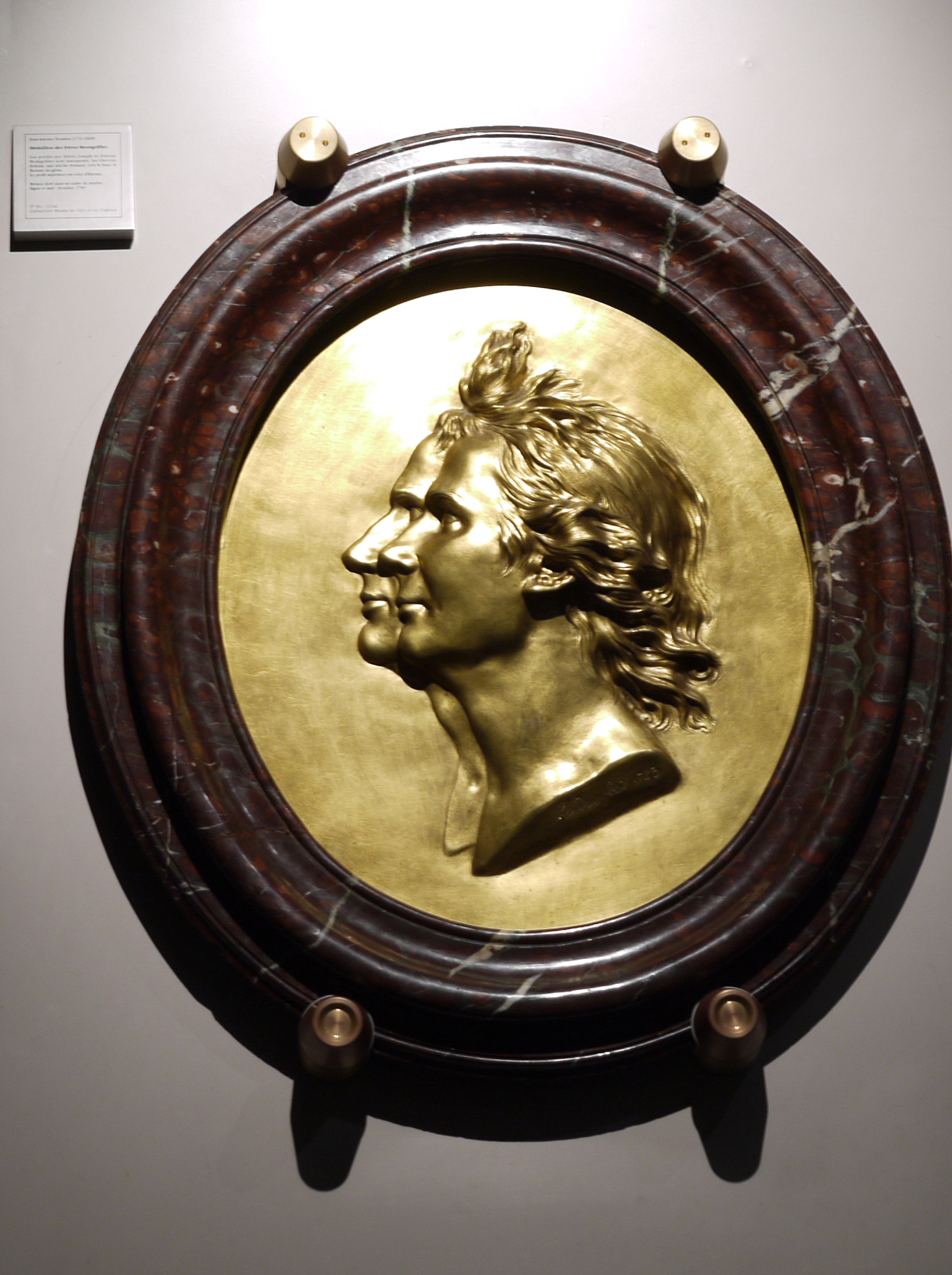
Médaillon en bronze par Jean-Antoine Houdon (1783).
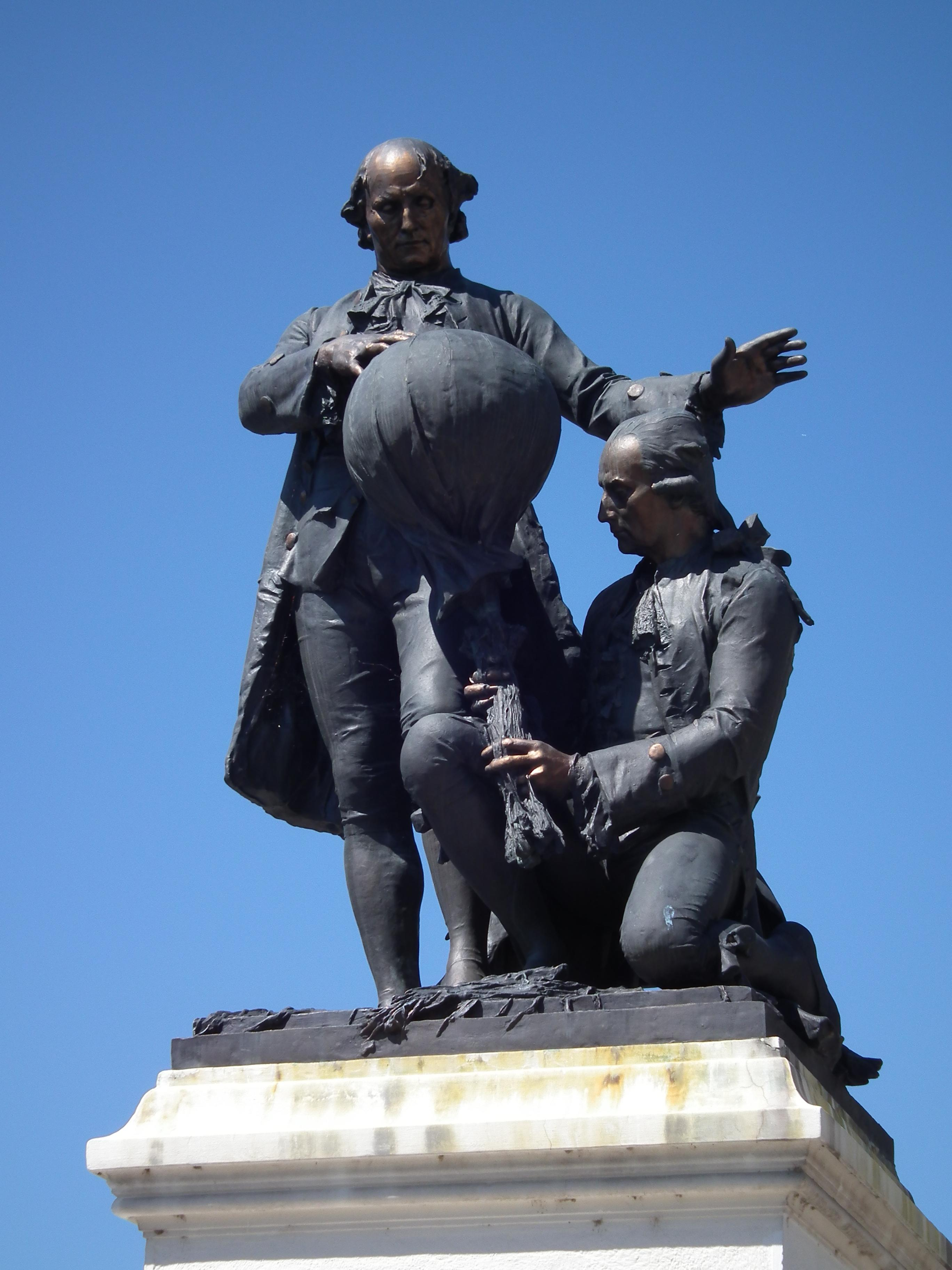
Monument à Annonay.

La découverte de l'hydrogène par Henry Cavendish date de 1766. Il découvre ainsi que « l'air inflammable » est un gaz 11 à 12 fois moins dense que l'air. En 1782, les frères Montgolfier avaient fait des expériences en produisant de l'hydrogène, en versant du vitriol sur de la ferraille, et en tentant de l'enfermer dans des sacs en papier, mais sans succès.
Plusieurs hypothèses existent sur la naissance de l'idée de l'utilisation de l'air chaud. Dans une version, Joseph ayant jeté un papier dans la cheminée s’aperçoit que ce dernier est aspiré. Dans une autre, l'idée lui vint simplement en voyant monter la fumée ou une chemise de sa femme dans la cheminée. Sur cette origine, les sources ne sont pas sûres.
En novembre 1782, alors qu'il est à Avignon, Joseph fait une première expérience avec une chemise fermée, puis avec un « cube » de taffetas de soie d'un mètre cube environ qu'il parvint à faire monter au plafond de la cheminée. Cette expérience eut lieu dans la maison aux Ballons qui se situe au no 18 de la rue Saint-Étienne. Elle se distingue, entre toutes, par ses appuis de fenêtres en fer forgé portant, chacun en son centre, « la figure d'un ballon, réhaussée sur ceux du deuxième étage par un petit aérostat en tôle découpée et repoussée ».
C'est ici que descendaient les frères Montgolfier quand ils venaient d'Annonay pour leur commerce de papier. Le Courrier d'Avignon du 24 février 1784 relate : « C'est à Avignon que M. de Montgolfier l'aîné fit son expérience pour la première fois. Là, il ne vit pas sans une profonde joie, qu'un petit parallélépipède creux de taffetas ayant été chauffé préalablement monta rapidement au plafond ».

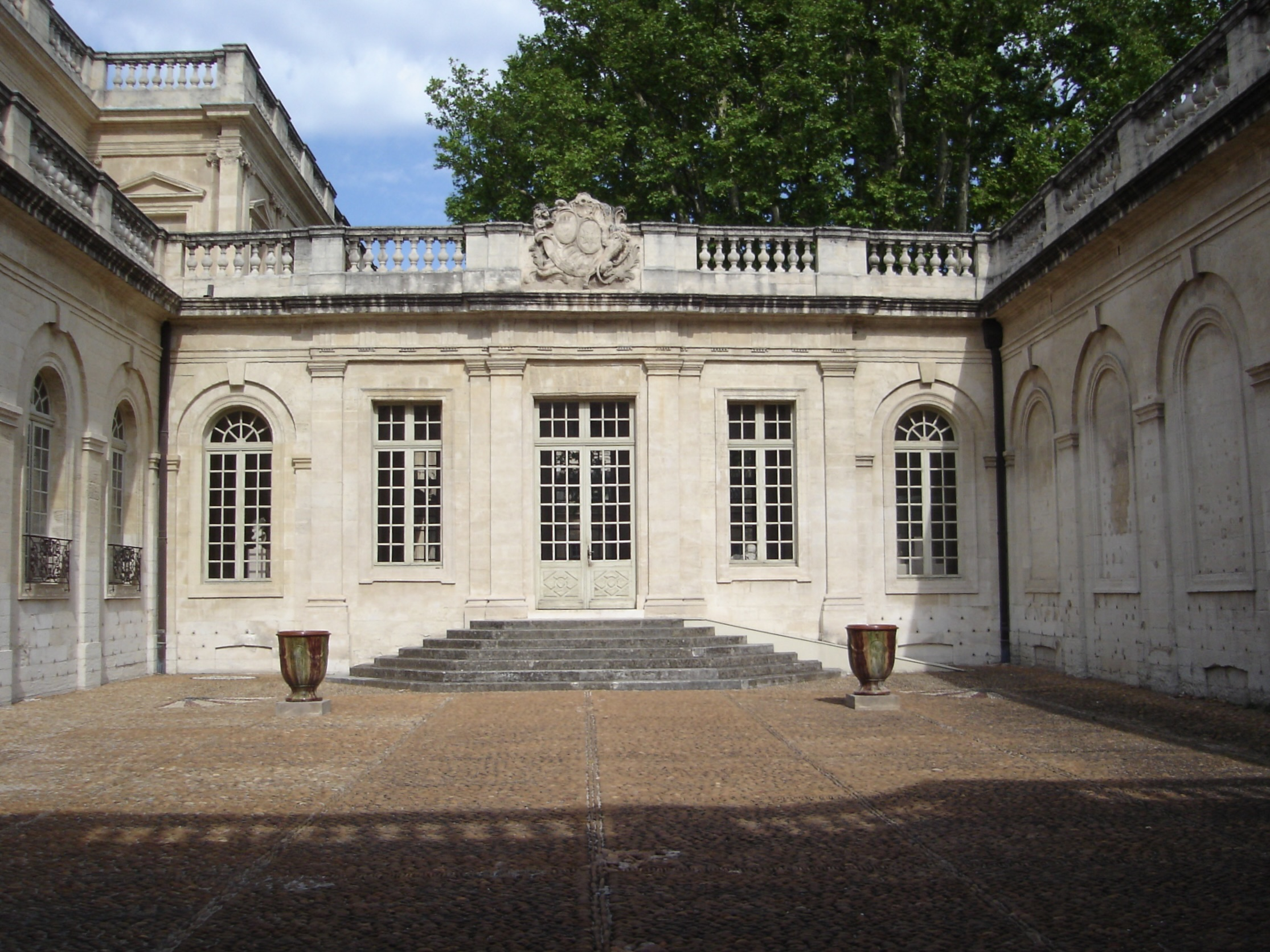
La cour d'honneur de l'hôtel de Villeneuve-Martignan, actuel musée Calvet d'Avignon, où les frères Montgolfier donnèrent une des premières séances d'aérostation.

Une autre relation de cet évènement est faite par Félix Dugonet, dans son ouvrage paru en 1903 L'invention de l'Aéronautique à Avignon en 1782. Il narre « Il voulut en se lavant chauffer la chemise qu'il allait mettre. À cet effet, il alluma devant la cheminée une flambée de papier et, serrant l'ouverture du col de la main gauche, il évasait les pans de la chemise en forme de cloche pour y concentrer la chaleur. Il arriva que l'air chaud, étroitement emprisonné dans le ballonement bien réussi de la toile, se mit à élever avec assez de force la chemise gonflée au-dessus du foyer improvisé ».
De plus, il est de tradition que les frères Montgolfier donnent une des premières séances d'aérostation dans la cour d'honneur de l'hôtel particulier des Villeneuve-Martignan, l'actuel musée Calvet d'Avignon.
En décembre 1782, les deux frères sont réunis à Annonay, et la même expérience est refaite : une enveloppe cubique d'un mètre cube gonflée par un feu de laine et de paille mouillée s'envole à une trentaine de mètres d'altitude. Le feu produit une épaisse fumée, car ils pensent, par analogie aux nuages, que la fumée est la responsable de l'élévation. Ils multiplient les expériences en mélangeant plusieurs combustibles, utilisant la combustion ignée de matières organiques telles que paille, foin, laine mouillée, fumier de mouton, vieilles chaussure et même viande pourrie.
Le 14 décembre 1782, ils gonflent avec de l’air chaud une sphère de 3 m3 qui parvient à s'envoler elle aussi. Ils décident donc de faire un ballon plus gros, d'une douzaine de mètres de diamètre. Ils utilisent de la toile en coton (toile d'emballage) qu'ils doublent avec des feuilles de papier mince (le papier renforce la toile, l'imperméabilise et l'isole thermiquement), découpée en fuseaux assemblés ensuite entre eux et cousus sur un réseau de ficelles fixées aux toiles. Le poids du ballon était de 225 kg pour 800 m3. Le ballon est prêt en avril 1783 et quelques essais captifs sont réalisés. Le 25, le ballon est lâché et il monte à une hauteur estimée de 400 mètres.
Le 4 juin 1783, c'est avec ce ballon qu'ils font une démonstration aux états particuliers du Vivarais. Jean de Viguerie parle lui du 5 juin 1783. Il se serait élevé ce jour-là à 1 000 mètres et se posa 10 minutes après l'envol à 2 kilomètres. Les députés font un rapport pour l'Académie des sciences de Paris. Le 27 août 1783, le physicien Jacques Charles répète l'expérience au Champ de Mars à Paris mais préfère l'hydrogène, quatorze fois plus léger que l'air, à cause de sa meilleure force ascensionnelle. Dès lors, une compétition s'engage entre les montgolfières à air chaud et les charlières à hydrogène. Les deux frères songent à se faire connaître à Versailles pour obtenir du financement ; tous leurs essais ayant été payés jusqu'alors avec leurs propres deniers.

### Les expériences à Paris

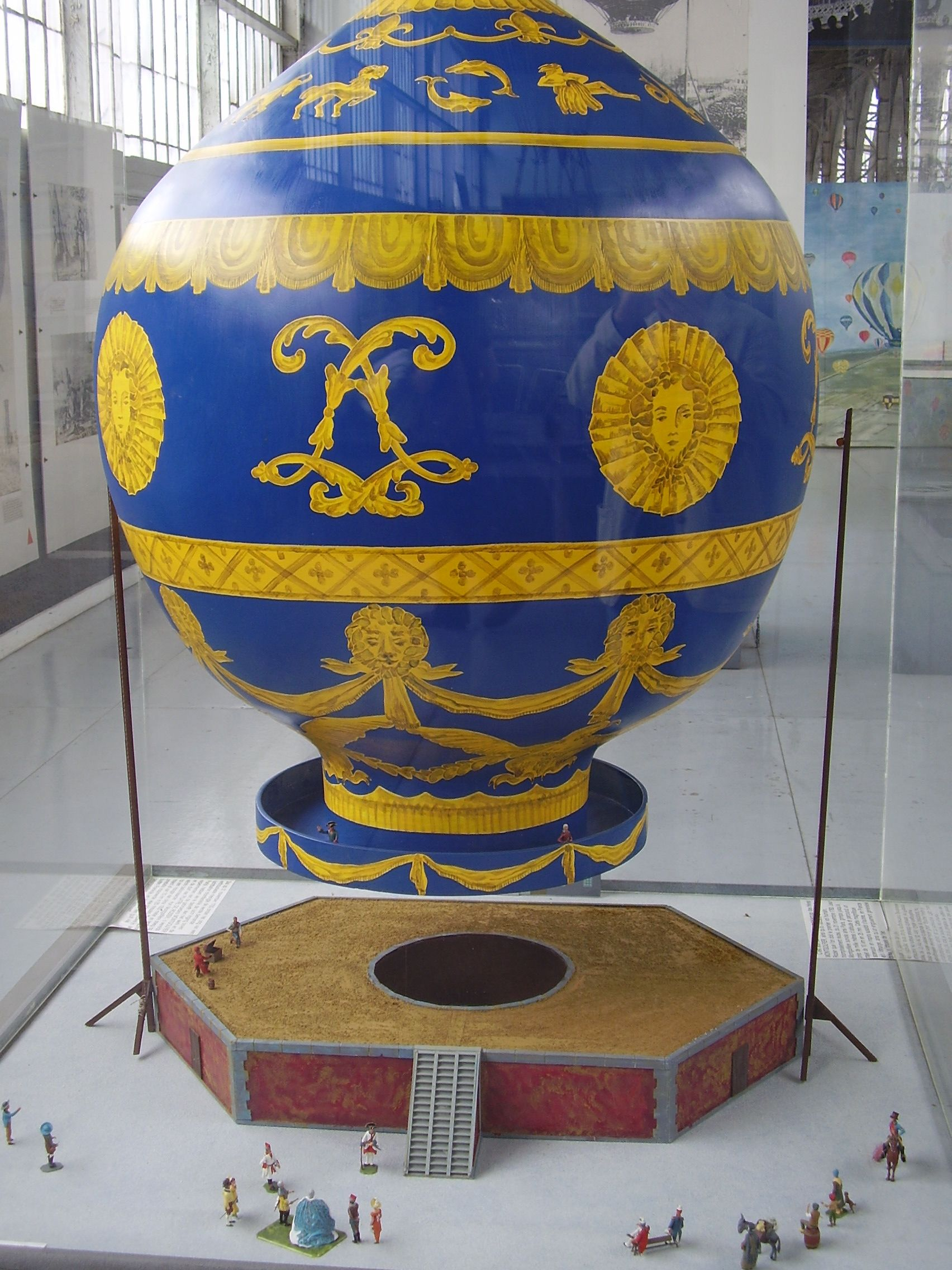
Maquette d'une montgolfière avec sa plateforme encerclant le foyer, musée royal de l'armée et de l'histoire militaire, Bruxelles.

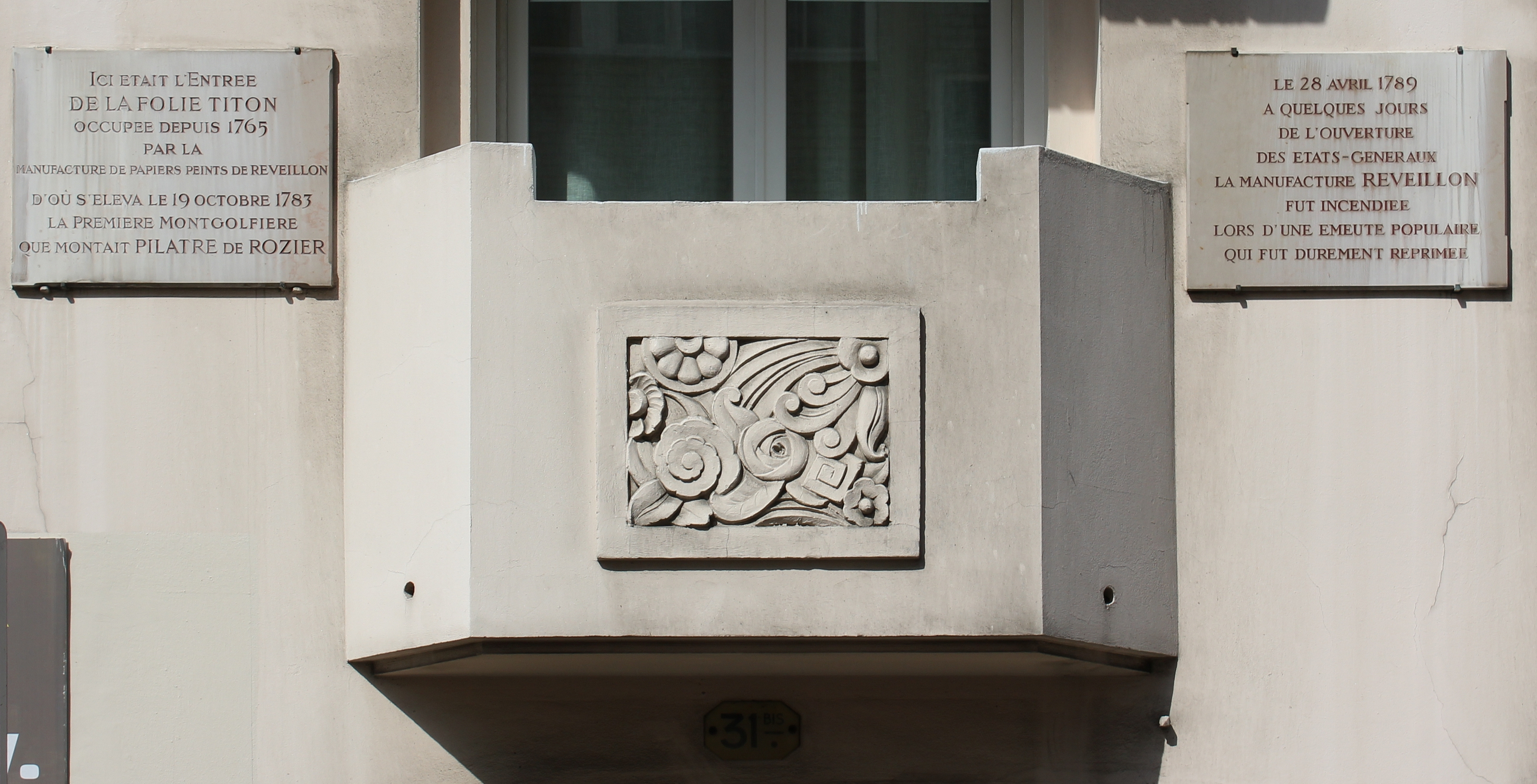
Plaques commémoratives de la Folie Titon, 31 bis rue de Montreuil, à Paris.

L'information de l'expérience du 4 juin est très vite arrivée à Paris. L'Académie des sciences forme une commission pour réaliser une démonstration à Paris en participant aux frais. C'est Étienne seul qui se rend à l'invitation.
Joseph et Étienne après avoir hésité à réemployer le ballon d'Annonay, décident de construire pour cette expérience un nouveau ballon d'une plus grande taille, 1 000 m3 environ et 450 kg. Le textile de base de l'enveloppe est encore de la toile de coton encollée sur ses deux faces avec du papier. Il est formé de 24 fuseaux, ce qui lui donne une allure biconique assez allongée de 24 mètres de haut.
Barthélemy Faujas de Saint-Fond, qui avait lancé une souscription pour l'expérience du ballon à gaz de Jacques Charles, qui se déroula le 27 août 1783, en lance une nouvelle pour les Montgolfier.
Étienne s'installe à la papeterie de son ami et ancien client Jean-Baptiste Réveillon, la Manufacture royale des papiers peints, la Folie Titon, dans l'actuelle rue de Montreuil à Paris. Il faut deux mois pour assembler le ballon cousu à la main. Dans l'équipe, on note également la présence du Genevois Ami Argand, spécialiste des phénomènes de combustion.
Le premier essai captif a lieu le 11 septembre 1783 dans le parc de l'usine Réveillon. La Commission académique vint assister le lendemain à une deuxième expérience toujours avec le ballon captif. L'enveloppe détrempée à cause de la pluie de la veille se déchire. La commission ne considère pas que c'est un échec et fixe la démonstration devant le roi au 19 septembre, soit une semaine après.
Le ballon n'est malheureusement pas réutilisable. Un nouveau ballon est reconstruit en 5 jours. Et celui-ci fait 1 400 m3, il est néanmoins moins haut, 19 m, moins lourd, 400 kg et un peu plus sphérique. Il est essayé en vol captif le 18. Il est nommé Le Martial.
Le 19 septembre 1783, c'est donc à Versailles devant Louis XVI qu'a lieu la démonstration avec un mouton, un canard et un coq comme passagers. Ils furent enfermés dans un panier rond en osier accroché par une corde au ballon. Une fois lâché, celui-ci monta à une hauteur estimée de 500 mètres. Handicapé par une déchirure causée au départ, le ballon vole huit minutes et parcourt trois kilomètres cinq cents.
À l'atterrissage, Jean-François Pilâtre de Rozier accourt. Les animaux sont vivants et bien portants. Le mouton qui broutait calmement la paille finit ses jours à la ménagerie royale en guise de récompense. Le canard et le coq paraissent n'avoir point souffert mais selon certains témoins, ce dernier a le bec cassé, le mouton s'étant assis dessus lors de l'atterrissage.
L'expérience est un succès : il est possible d'emporter une charge importante et on peut survivre au séjour en altitude. L'étape suivante était le vol habité.

### Le premier vol d'un être humain

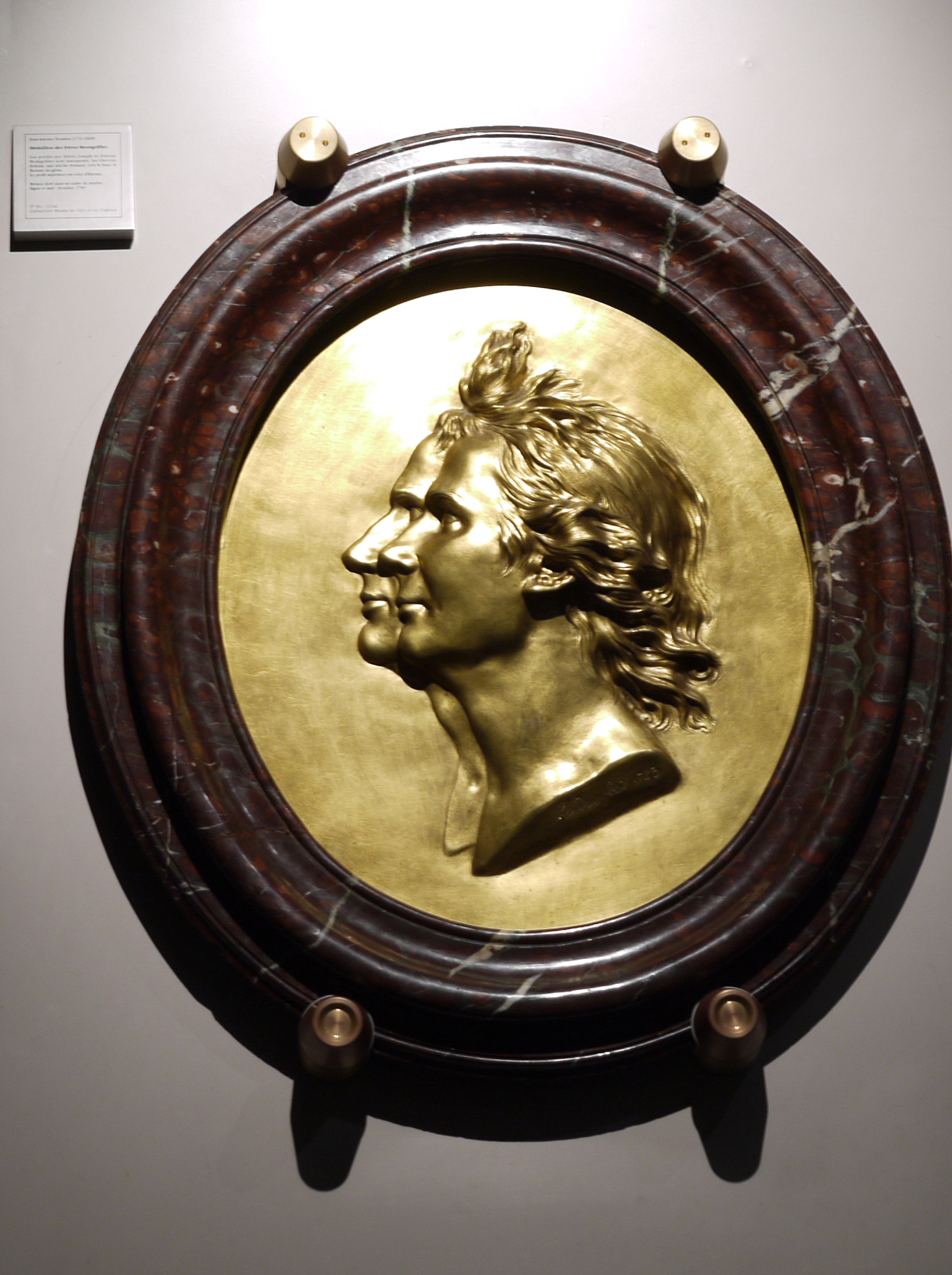
Médaillon en bronze des frères Montgolfier, par Houdon (musée du Bourget).

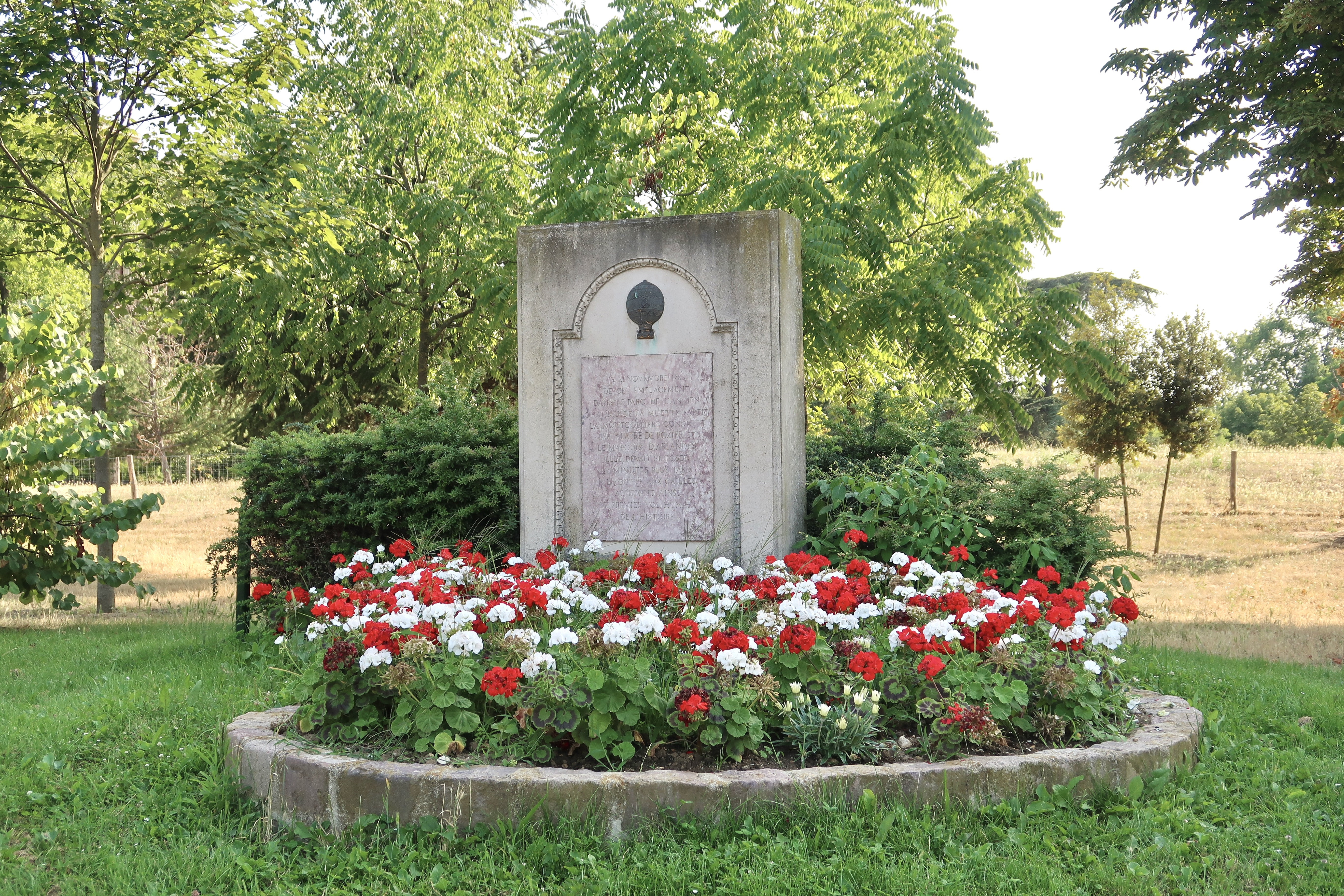
Plaque commémorative au château de la Muette à Paris, à la lisière du bois de Boulogne.

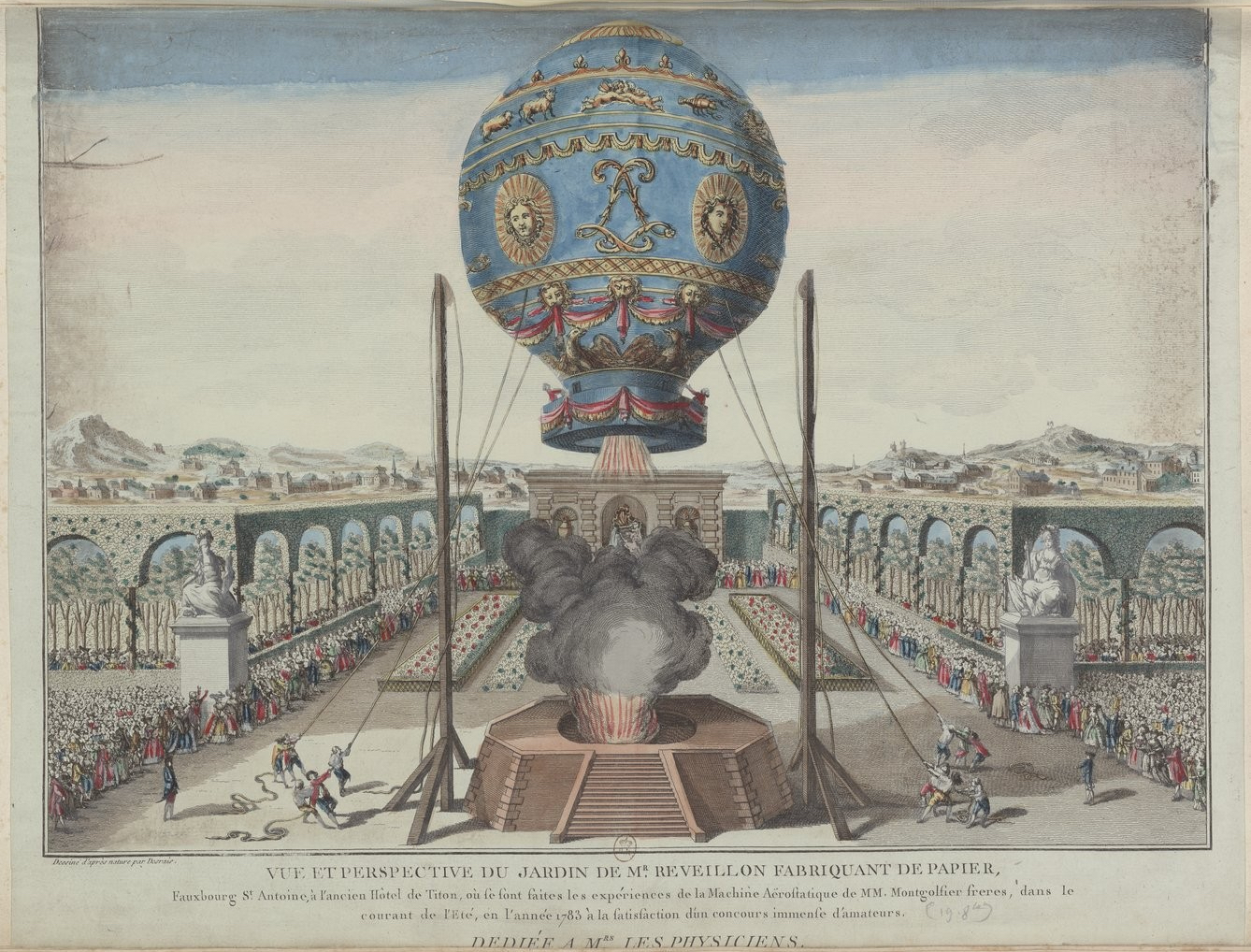
Ascension captive du 19 octobre 1783.

Étienne se met donc à dessiner un nouveau ballon, d'une taille permettant d'emporter deux personnes. Il faut également un autre système qu'un panier fermé accroché par une corde et il pense à une plate-forme circulaire encerclant le foyer. Inspiré du ballon précédent, l'aérostat a une forme ovoïde, 13 mètres de diamètre, 21 mètres de haut pour un volume de 2 200 m3 et une masse de 500 kg. Il est également décoré pour la circonstance de fleurs de lys, des douze signes du zodiaque en couleur d'or, des chiffres de Louis XVI, les deux L entrelacés, de mascarons, de guirlandes et d'aigles à ailes déployées. Il est terminé dans les environs du 8 octobre. Le 12 octobre, les essais captifs ont commencé. Ils se font dans les jardins de M. de Réveillon, ce qui fait que la machine est nommée « Le Réveillon ». Étienne ne vola pas dans la montgolfière à cause des interdictions de son père.
Jean-François Pilâtre de Rozier fut choisi pour les essais suivants, le 15 (montée à 26 mètres, durée 4 minutes et 25 secondes) et le 17. La méthode de chauffage change, la paille sèche est utilisée : elle produit moins de fumée mais est plus efficace. Pilâtre commence à bien manier le ballon, maniement qui consiste à alimenter le feu du foyer avec de la paille pour contrôler la montée ou la descente du ballon.
Le 19 octobre 1783 a lieu le premier vol habité à la Folie Titon, manufacture royale des papiers peints, dans l'actuelle rue de Montreuil à Paris, dans le faubourg Saint-Antoine. Le premier vol s'élève à 81 m, avec Jean-François Pilâtre de Rozier seul, et le deuxième à 105 m, avec deux passagers : Pilâtre et André Giroud de Villette (durée 9 min). Ces deux vols eurent lieu en captif, c'est-à-dire que le ballon est attaché au sol par une corde solide reliée à une masse suffisamment importante pour le retenir. Il faut un équipier, après l'essai de Giroud de Villette, c'est le Marquis d'Arlandes qui sera choisi. Tout est prêt, mais il manque l'autorisation du Roi. Il préfèrerait proposer la vie à deux condamnés à mort volontaires pour l'expérience, mais finalement se laisse fléchir.

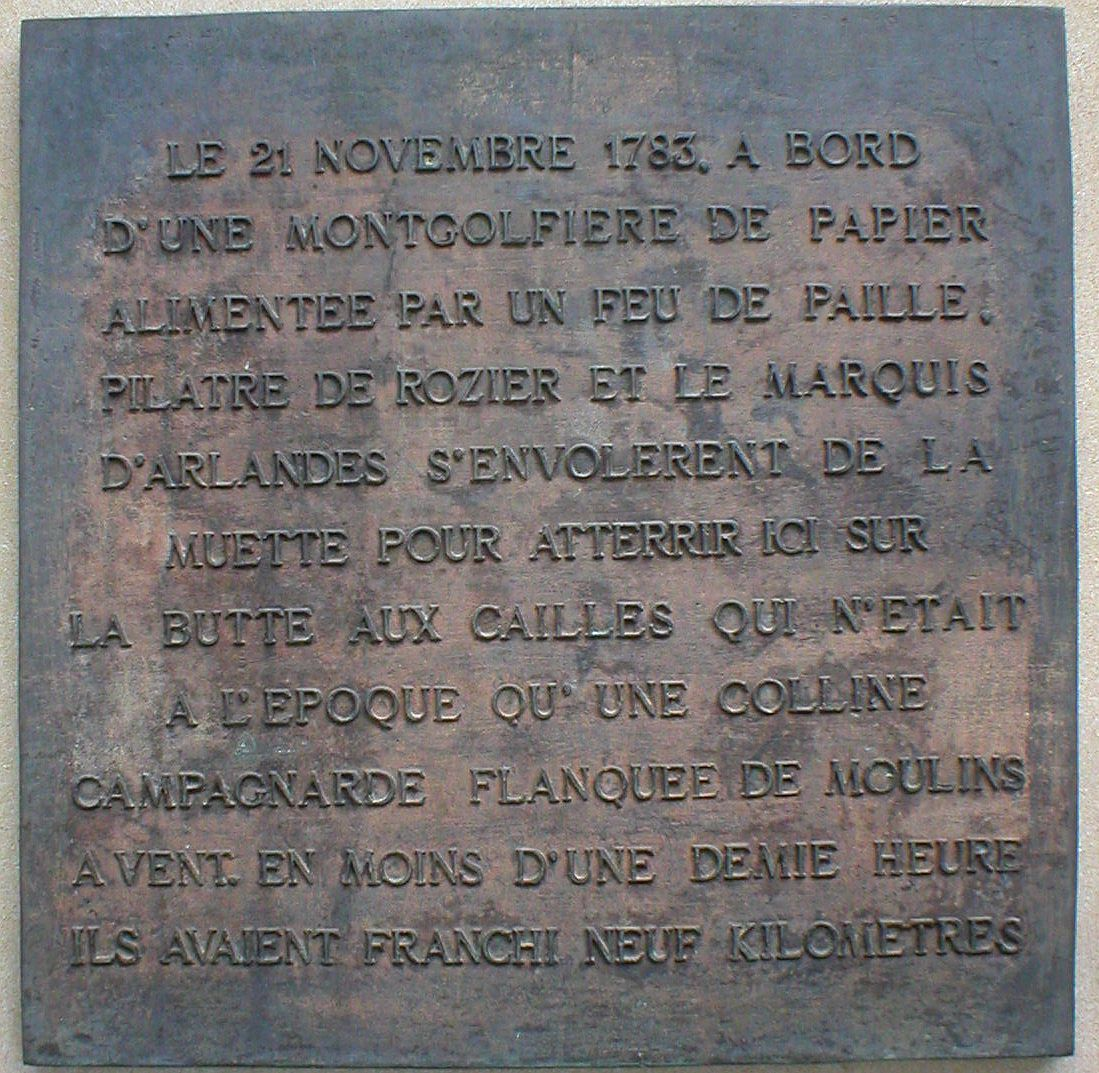
Plaque commémorative de l'événement.

Le vol avec humains a lieu le 21 novembre 1783, avec Jean-François Pilâtre de Rozier et le Marquis d'Arlandes. Le « lâcher tout » est donné du château de la Muette à Paris, à la lisière du bois de Boulogne. Le ballon qui pèse dans les 850 kg s'élève sans problème. Il file vers Paris, et c'est au-dessus des Tuileries qu'ils atteignent leur altitude maximale : 1 000 mètres. Puis ils commencent à perdre de l'altitude en quittant Paris par la barrière d'Italie. Ils atterrirent sur la Butte-aux-Cailles, aujourd'hui place Paul-Verlaine, dans le 13e arrondissement. La distance parcourue fut de neuf kilomètres, en vingt-cinq minutes. Le feu fut alimenté uniquement par le marquis, guidé par Pilâtre qui avait cassé sa fourche[pas clair].
Le 10 décembre 1783, Joseph et Étienne furent nommés membres correspondants de l'Académie des sciences à titre exceptionnel. Le père Pierre reçut des titres de noblesse et sa papeterie devint Manufacture royale, le 15 avril 1784. Les deux frères eurent donc le titre de chevalier, leur devise étant sic itur ad astra, « nous irons ainsi jusqu'aux astres ».

### Dans le même temps à Lyon
Pendant qu'Étienne est à Paris, Joseph est lui à Lyon pour des raisons professionnelles. Les deux frères correspondent par courrier, ce qui incite probablement Joseph à tenter des expériences aussi de son côté. Il fabrique un petit aérostat en papier à la demande de Jacques de Flesselles, intendant de Lyon (équivalent à l'époque de préfet). Ce petit ballon fut lancé le 31 octobre 1783. Il est équipé d'un petit brûleur grillagé alimenté avec du papier froissé imbibé d'huile d'olive.
Un second ballon est construit, plus important, 340 m3, fait de papier rouge, chauffé à la paille puis entretenu avec le même système de réchaud grillagé. Il est lâché à la tombée de la nuit du 18 novembre, ce qui donne un spectacle assez inattendu, d'autant plus qu'il est équipé de deux feux d'artifice qui se déclenchent en altitude.
Joseph veut construire un énorme ballon, pour pouvoir couvrir de longues distances, de Lyon à Paris par exemple. Le succès de ses premières expériences lui permet d'ouvrir une souscription. Un ballon de 23 270 m3, un des plus grands jamais construits, d'un poids de sept tonnes, capable d'emmener sept personnes, est mis en chantier. La construction est assurée par un ami de Joseph, un dénommé Fontaine, avec sous ses ordres 150 tailleurs et couturiers.
Jean-François Pilâtre de Rozier arriva à Lyon en décembre, appelé par Jacques de Flesselles et/ou recommandé par Étienne. Il y eut quelques frictions entre lui et Joseph, entre l'aéronaute expérimenté et l'inventeur.
Les essais captifs ont lieu du 7 au 15 janvier 1784. Le ballon a souffert de l'hiver rigoureux cette année-là. De plus, du fait de sa taille, le gonflement est très délicat, surtout avec des aides aérostiers peu expérimentés. Le temps peu favorable et une lutte entre les souscripteurs pour savoir qui volerait faillit faire capoter le projet.
Enfin, le 19 janvier, le temps est propice et les esprits calmés, 100 000 Lyonnais sont présents et même Pierre, le père des deux inventeurs est là. Prennent place à bord du Flesselles, Joseph dont c'est le seul et unique vol, Pilâtre, le comte de Laurencin qui avait amené une grande partie des fonds, le comte de Dampierre, le marquis de Laporte d'Anglefort, le prince de Ligne et le jeune Fontaine. Un resquilleur est évacué tel un sac de sable.
Le décollage est laborieux, mais il se déroule normalement tout de même. Au bout de douze minutes de vol, le vent change et ramène le ballon au point de départ. C'est alors qu'une déchirure apparaît au sommet, le ballon perd rapidement de l'altitude et atterrit brutalement à une centaine de mètres de son point de départ. Les voyageurs sont choqués, mais indemnes, ce qui n'est pas le cas du ballon à moitié brûlé qui est irrécupérable.

### La fin de l'histoire

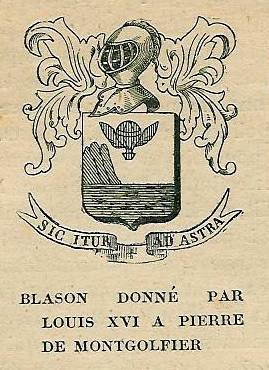
Armes des Montgolfier.

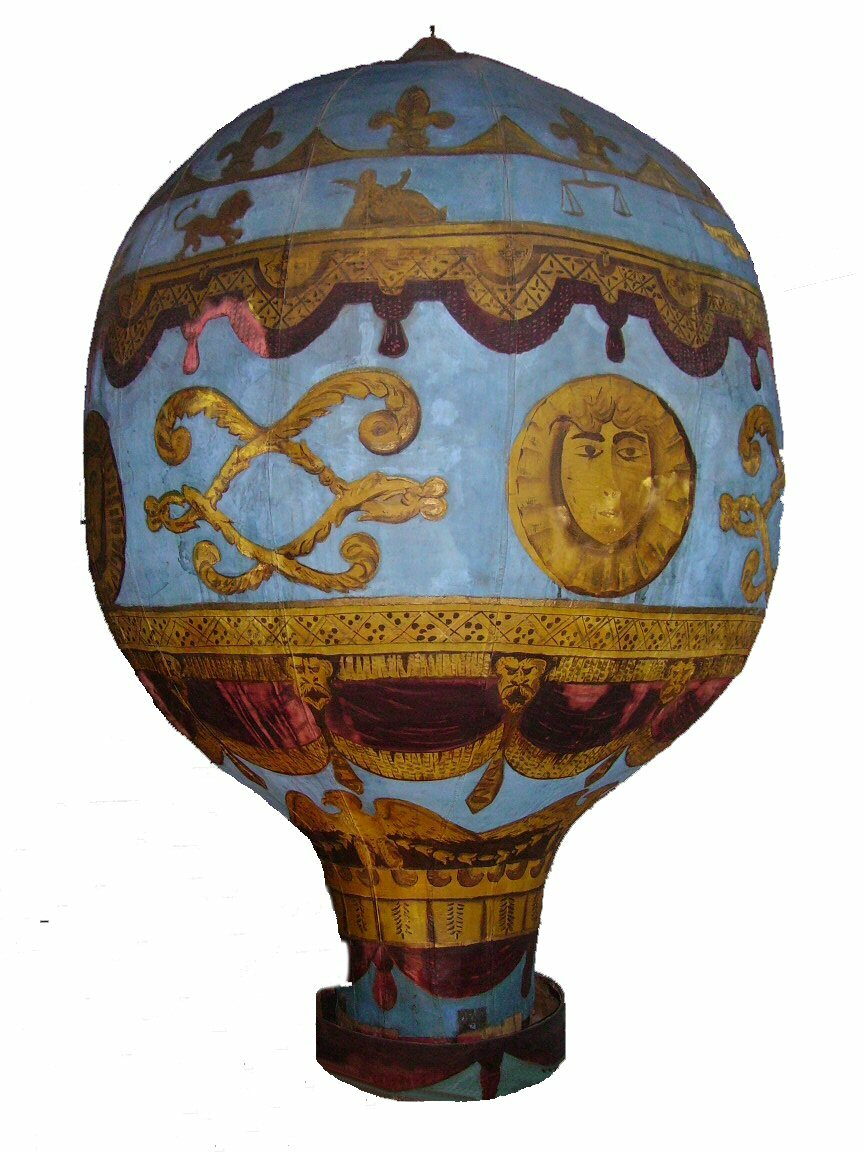
Maquette d'une montgolfière, London Science Museum.

Étienne revient à Annonay au printemps 1784 pour s'occuper de la papeterie qui, négligée pendant tout ce temps, se porte assez mal. Il continue à s'intéresser aux ballons et fait construire une montgolfière par Réveillon à des fins scientifiques, elle est d'ailleurs utilisée par Jean-François Pilâtre de Rozier, le 23 juin 1784, où elle bat un record d'altitude mais ne peut être récupérée. Entre 1785 et 1787, Étienne, Joseph et leur frère Alexandre essayent d'obtenir des fonds pour construire un ballon qu'ils veulent diriger. Mais le projet s'enlise. Ils abandonneront peu à peu l'aéronautique.
Joseph continue d'inventer pour la papeterie et en 1792, il invente notamment le bélier hydraulique qui permet d'élever un volume d'eau à partir d'une chute.
Étienne est nommé Membre associé à l’Académie des sciences en juin 1796.
Réformateurs, ils ne sont pas inquiétés durant la Révolution française. Mais ils n'obtiennent pas des différents gouvernements qui se succèdent alors des moyens pour développer leur invention. Étienne meurt à Serrières, en Ardèche, le 1er août 1799.
Joseph s'installe alors à Paris et y reçoit la Légion d'honneur de Napoléon Bonaparte, qui le nomme administrateur du Conservatoire national des arts et métiers. Il participe à la création de la Société d'encouragement pour l'industrie nationale. Il est reçu à l’Académie des sciences en 1807. Joseph meurt à Balaruc-les-Bains dans l’Hérault, lors d'une cure, le 26 juin 1810.
Joseph marié à Thérèse Filhol aura trois enfants, Pierre mort dans l'année, Marguerite et François Joseph de Montgolfier. François Joseph aura deux enfants, Armand décédé avant de pouvoir donner une descendance et Gabrielle Françoise de Montgolfier. Étienne marié à Justine Marie Adélaïde Claudine Bron aura quant à lui six filles.
Ainsi, il ne reste aujourd'hui en France, aucun Montgolfier descendant de Joseph ou d’Étienne.

## Iconographie
Une médaille à l'effigie des frères Montgolfier a été exécutée par le graveur Nicolas-Marie Gatteaux en 1783, d'après le médaillon de Jean-Antoine Houdon. Un exemplaire en est conservé au musée Carnavalet (ND 383).

## Hommages
- Deux monuments commémoratifs à la mémoire des frères Montgolfier sont érigés sur leur commune d'Annonay :
  - Une statue de Joseph et Étienne s'élève place de la Libération. Œuvre du sculpteur Henri-Louis Cordier, elle est inaugurée le 5 juin 1888.
  - Un obélisque de pierre, œuvre d'Étienne-François Imbard, est érigée entre 1819 et 1822 en haut de l'actuel boulevard de la République.

- Une colonne commémorative est érigée en 1818 sur la propriété de François-Antoine de Boissy d'Anglas à Louveciennes.